# Graden
Graden là một đô thị thuộc huyện Voitsberg thuộc bang Steiermark, nước Áo. Đô thị Graden có diện tích 22,86 km², dân số thời điểm cuối năm 2012 là 489 người.